# Joseph Wei Jingyi
Joseph Wei Jingyi (chiń. 魏景義; ur. w maju 1958) – chiński duchowny katolicki, prefekt apostolski Qiqihar od 2000.

## Życiorys
Święcenia kapłańskie otrzymał w 1985.
Wybrany biskupem koadiutorem biskupa Paula Guo Wenzhi. Sakrę biskupią przyjął z mandatem papieskim w czerwcu 1995. W sierpniu 2000 został ordynariuszem prefektury apostolskiej Qiqihar.